# Мишкова нива
Мишкова нива се намира в района на Малко Търново, до границата с Турция, зад граничните ограждения. На територията на местността се намира тракийско светилище, част от сложен археологически комплекс в рамките на който влизат още няколко археологически обекти сред които две куполни гробници, крепост, укрепена римска вила и древни рудници.

## Откритие
Първата научна публикация за култовия комплекс е на Карел Шкорпил в монографията му „Описание на старините в черноморската област – Част ІІ: Светилища и паметници с изображение на конници“, издадена в България през 1926 г. Шкорпил описва внушителният зид опасващ светилището с диаметър около 26 m, и споменава че „от храма произлизат много мраморни камъни (повече от 70), пренесени в Малко Търново за разни постройки, особено за църквата и други обществени здания.“ Някои от въпросните артефакти са с надписи на старогръцки, а Шкорпил прилага скици на някои от тях в публикацията си. Той споменава и за две плочи с релефи на тракийски конник. (В двора на историческия музей днес се съхранява фронтона от входа към светилището.)

## Описание и особености
Могилният некропол в местността Мишкова нива има за център т. нар. „Голяма могила“. В южната част на Голямата могила се издига монументален градеж с външен диаметър 25 м и височина 1,80 м., изграден от 3 реда блокове от бял местен мрамор. В южната част на кръга е локализиран вход към куполна гробница, състояща се от покрит дромос и кръгла куполна камера. Входът е бил увенчан с фронтон, украсен с щит, копие и две разтворени длани. При западната стена на дромоса е открито правоъгълно помещение, което е изградено с ломени гранитни камъни, с материал и техника, които са различна от тази на гробницата. От същите ломени гранитни камъни е изграден вътрешен каменен кръг, който огражда големи гранитни плочи – останки на разрушен долмен. От обекта са открити мраморни жертвеници на Аполон Аулариос, надпис с посвещение на Херакъл и оброчни плочки с изображения на тракийския конник, съхранявани в музея на град Малко Търново.
Текстът гласи: „На добър час! На изслушващия бог Аполон Авларион аз Стратон, син на Стратона, началник на елините, които работят в железните рудници издигнах този жертвеник в осемнайсетата година от провъзгласяването на Антонина за Август, като сторих обет за спасение и успешния труд на себе си, на близките си и на работниците.“ (II в А.D.). Съдейки по надписите учените изследвали обекта предполагат, че главни божества в района на Малко Търново са били Зевс-Дионис и Аполон-Аулариок. Мраморната ротонда в местността Мишкова нива изглежда е била универсално култово място. Тя е играла ролята на гробница-мавзолей, където е бил почитан и бог Аполон с местното прозвище Аулариок. То ни е познато от два паметника – посвещението на ръководещия железните мини Стратон, син на Стратон, и от още един фрагментарен посветителен надпис.
Култовото съоръжение в Мишкова нива е свещено място, което еволюира от мегалитен паметник (долмен) с ограда, от средата на II хил. пр. Хр., към светилище. Тази трансформация вероятно е станала в началото на интензивното разработване на близките железни рудници. Вероятно долменът е използван като място за почитане на митичен прародител. През по-късен период, останките от долмена и оградата му, превърнати в място за прослава на обожествения прародител-херой (хероон), са вписани в свещено оградено пространство (теменос), в което вече е почитан бог Аполон. Светилището е използвано до края на античността – IV-VI в. сл. Хр.

## Археологическият комплекс
Към своеобразния археологически комплекс е част и крепостта на връх Голямото градище (най-високият връх в Българска Странджа – 710 m надморска височина), която е служила за убежище, наблюдателница и охрана на региона до и през римския период, но е разбита от иманяри през последната четвърт на ХХ век. Крепостната стена е изградена от различни по размер и форма ломени камъни, плътно подредени без спойка. Дебелината на стената е около 1.20 – 1.30 m. На терена заеман от градежа, все още могат да се забележат парчета от тухли и металургична шлака. Ограденото от крепостната стена пространство е с диаметър около 100 m, където все още личат останки от помещения.
На около 30 m югозападно от най-високата точка на върха в грунтовата скала са запазени скални изсичания във формата на ями свидетелстват (според проф. В. Фол), че през един много ранен период, вероятно през II – началото на I хил. пр. Хр., на това място е функционирало скално светилище, което започнало да функционира и като крепост през по-късни периоди. Oбектът не е проучван археологически.
В близост до съоръжението в Мишкова нива, в седлото между върховете Голямо и Малко Градище се намира неразкрит обект, станал предмет на интерес през 80-те години, в обкръжението на Людмила Живкова.

## Опазване и консервация
Светилището в местността Мишкова нива е включено в програмата „Седемте най-застрашени“ за 2014 г. на Europa Nostra за един от най-застрашените паметници в Европа. Проектът за консервация и социализация на обекта е на Община Малко Търново. Светилището, както целият археологически комплекс са застрашени паметници от изключително значение за науката. Въпреки нездравият интерес към локацията на обекта от страна на иманяри, светилището и куполните гробници са изключително съхранени, но с падането на загражденията на кльона не може да се охранява. Същевременно е необходима реставрация, защото във вида, в който е, трябва да има задължително водач и ходовата линия при посещения да бъде добре маркирана. Според проф.Валерия Фол паметникът в м. Мишкова нива е от изключително научно значение, а консервацията и реставрацията му трябва да помогнат на обществото да осъзнае значимостта му за да се отнася с необходимия респект към паметниците и да се грижи за тях.

## Градски легенди
В близост до светилището в Мишкова нива, в седлото между върховете Голямо и Малко Градище се намира странен обект, останал дълги години под забрана, след като през 1981 година археологическа експедиция на Комитета за култура, водена от Кръстю Мутафчиев, сътрудник на Людмила Живкова, в която участва и племенницата на Ванга – Красимира Стоянова, започва разкопки, за които се твърди, че са на гроба на известната египетска богиня (Бастет). Около проучванията са сътворени множество съвременни легенди.
Според проф. Валерия Фол, благодарение на дългогодишната изолация на комплекса поради непосредствената му близост с границата и строгата охрана, проучването на обекта предизвика митове и легенди, защото преди 1989 година, на територията на обекта могат да влизат хора само с разрешение, а при разкопките е позволено да работят само и единствено местни жители. Близостта на обекта до фактическата граница с Република Турция налага екипът и разкопките да бъдат охранявани. Същевременно от другата страна турските граничари проявяват любопитство към разкопките.

## В художествената литература
- „Бастет“, Валентин Фъртунов, ISBN 954-721-010-6, „Делфин прес“, Бургас.
- „Homo Sapiens – за произхода на Хомо сапиенс част 1“, Кръстю Мутафчиев, „Гуторанов & Щери – М“, 1992